# Стукалов Олег Костянтинович
Оле́г Костянти́нович Стука́лов (21 червня 1940 , Баку  — 21 грудня 2021 , Київ ) — український архітектор, художник, монументаліст, автор книг з архітектури. Дійсний член Академії архітектури України, член Спілки архітекторів України (1973), Спілки художників України (2013), заслужений архітектор України (1991). Член Комітету з Державної премії України в галузі архітектури (з 2002). Член художньої ради Міністерства культури України.

## Біографія

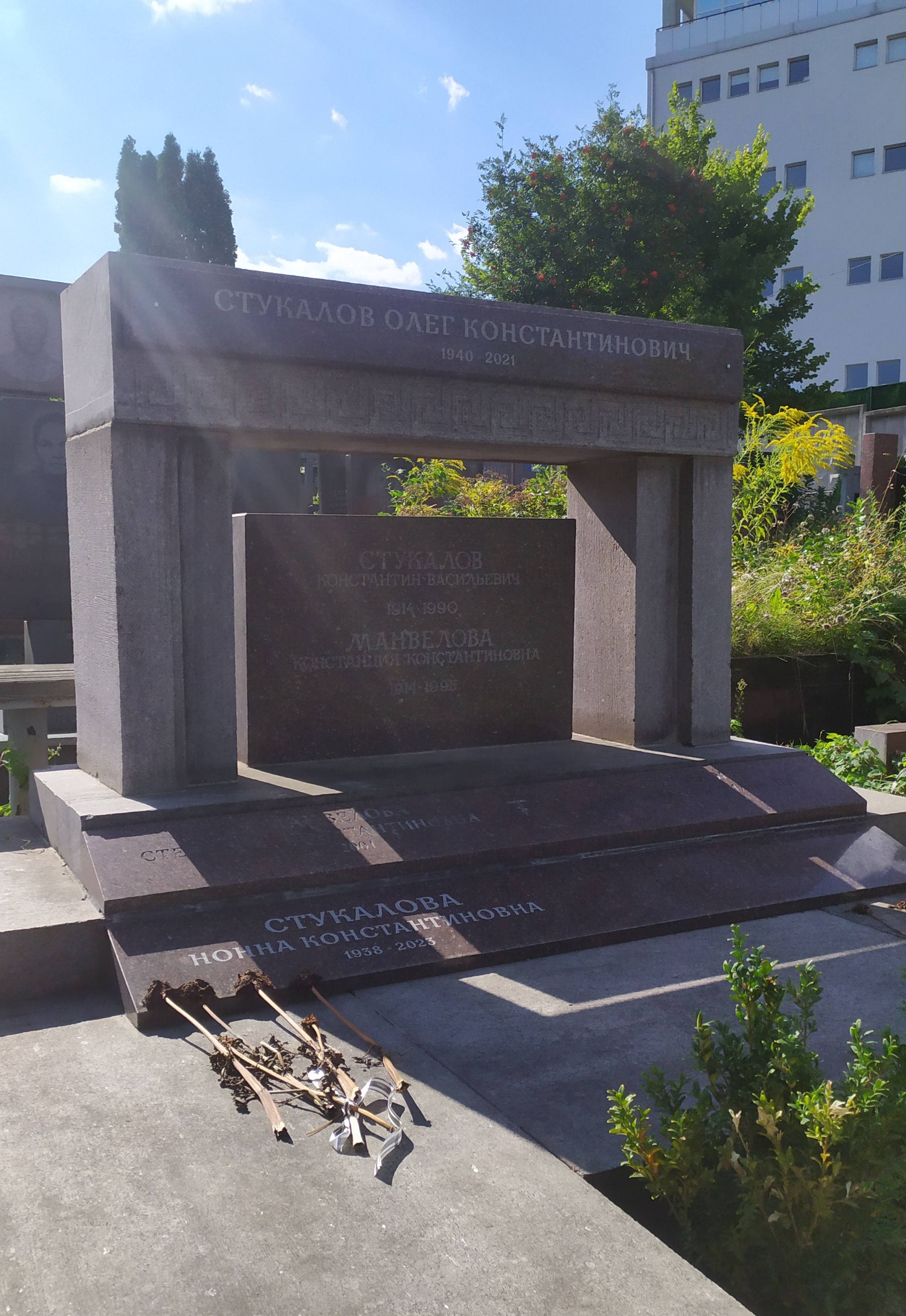
Могила Олега Стукалова та його родини, Байкове кладовище

Народився 21 червня 1940 року у місті Баку.
1963 року закінчив Київський державний художній інститут, майстерню професора Володимира Заболотного.
Автор громадських центрів та будівель у Києві, Кам'янському, Славутичі, індивідуальних житлових будинків у Києві, Конча-Заспі, Пуща-Водиці та ін., численних монументів, пам'ятників (наприклад, Пам'ятник Бояну у місті Черкаси), меморіальних дощок.
Помер 21 грудня 2021 року. Похований на центральній алеї Байкового кладовища разом з родиною (ділянка № 52а).

## Персональні виставки
- 1972 — Спілка Архітекторів УРСР, м. Київ
- 2006 — Український фонд культури, м. Київ
- 2006 — Виставковий зал Київської організації Спілки художників України, м. Київ
- 2009 — Спілка Архітекторів України, м. Київ
- 2012 — Виставковий зал Київської організації Спілки художників України, м. Київ
- 2016 — Nielsen Salonen, м. Копенгаген, Данія

## Архітектура

### Будівлі
- Готель «Либідь», Галицька площа, м. Київ (у співавторстві з Н. Б. Чмутіною, A. M. Аніщенко, Ю. А. Чеканюком, 1970).[2]
- Магазин «Будинок меблів», бул. Миколи Міхновського, м. Київ (у співавторстві з Н. Б. Чмутіною, Ю. А. Чеканюком, 1984).[3]
- Музей «Партизанської іскри», с. Кримка Первомайського району Миколаївської області (у співавторстві, 1985).
- Церква великомученика Георгія Переможця на території шпиталю МВС, Бердичівська вулиця, м. Київ (2000).
- Головний вхід до Голосіївського парку ім. М. Рильського, м. Київ (2003—2005).

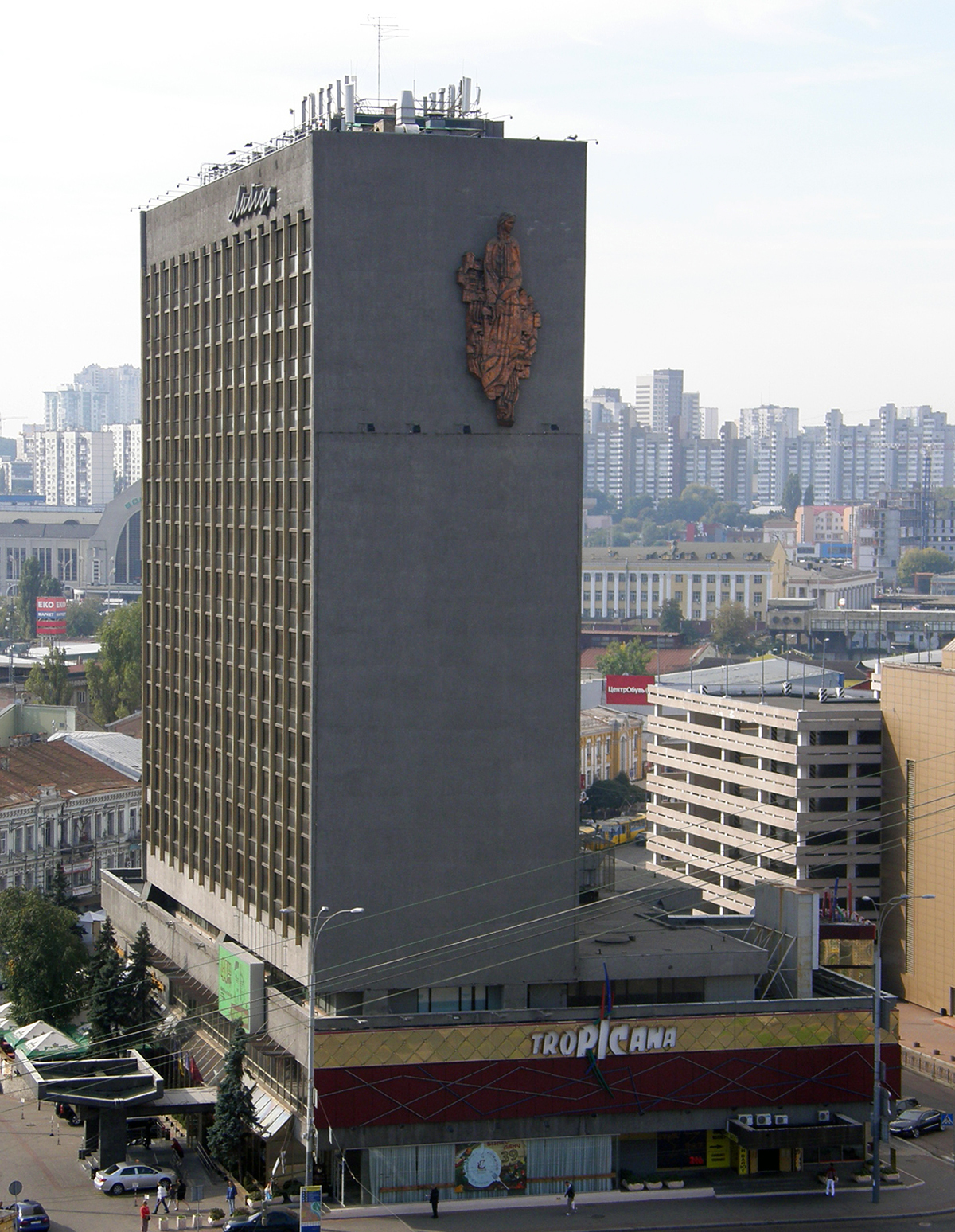
Готель «Либідь»
Музей «Партизанської іскри»
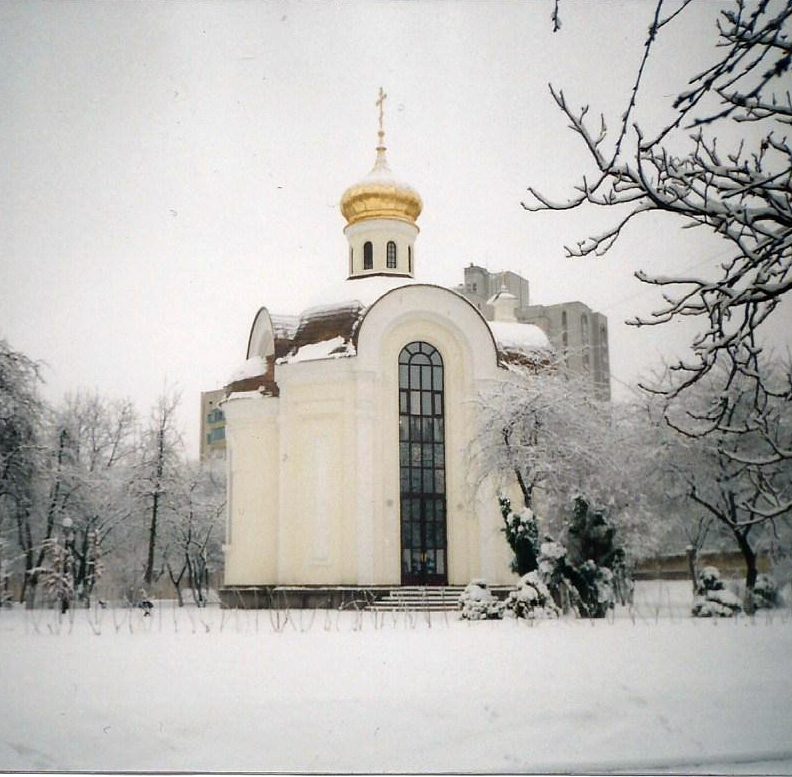
Церква Георгія Переможця
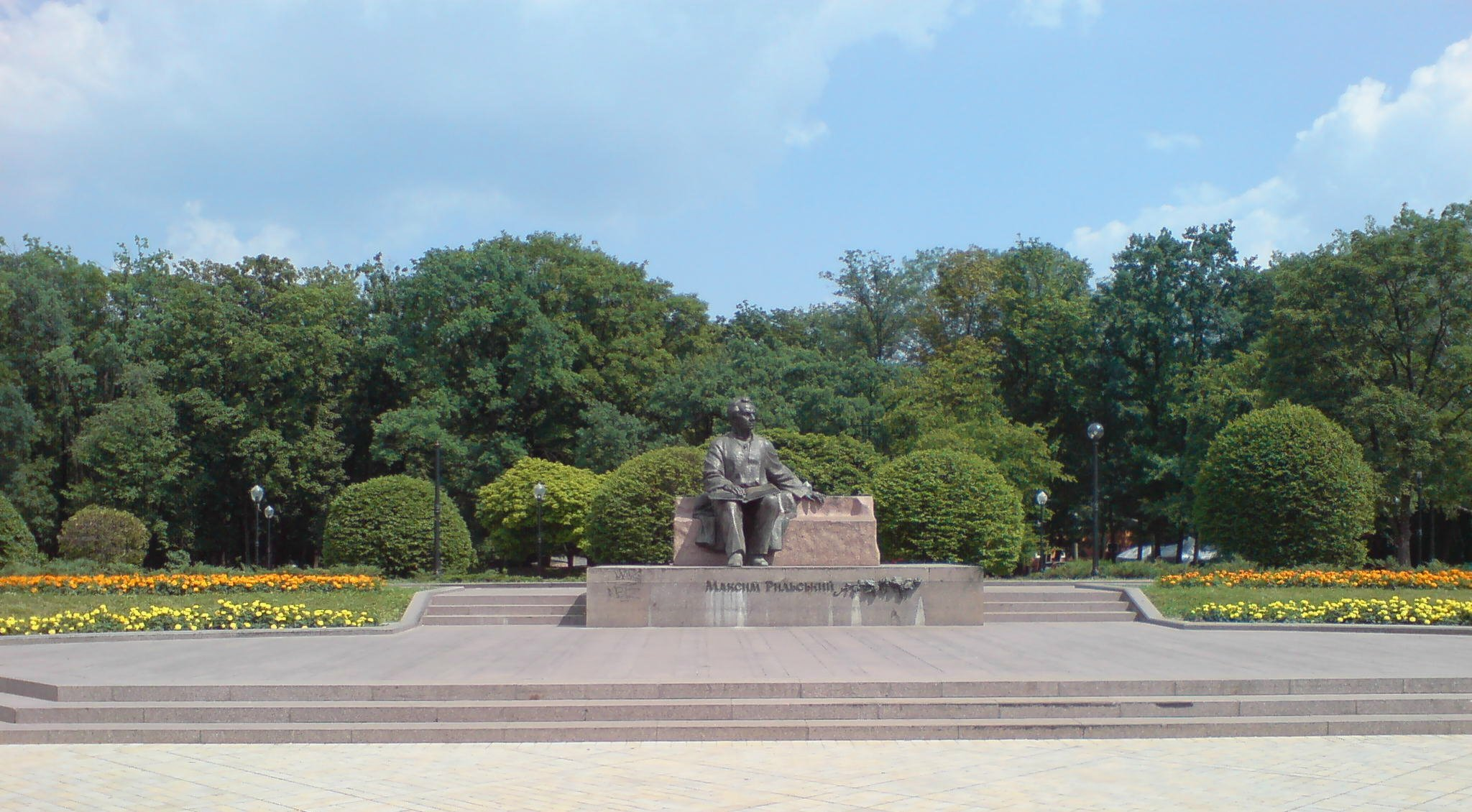
Пам'ятник М. Рильському, головний вхід до Голосіївського парку

### Пам'ятники та монументи
- Курган Безсмертя, парк «Перемога», м. Київ (у співавторстві з А. О. Сницарєвим, 1967).
- Меморіальний комплекс на честь радянських воїнів-визволителей, м. Мелітополь (у співавторстві з А. О. Сницарєвим, скульптори М. Я. Грицюк, Ю. Л. Синькевич, А. С. Фуженко, 1967, реконструкція 1973).
- Пам'ятник «Україна-визволителям»[ru], м. Ужгород (у співавторстві з А. О. Сницарєвим, скульптори В. І. Зноба та І. С. Зноба, 1970).[4]
- Пам'ятник трьом штурмам Перекопу, м. Красноперекопськ.(у співавторстві з А. О. Сницарєвим, скульптори М. Я. Грицюк, Ю. Л. Синькевич, 1971).[5]
- Колишній меморіал Слави, міський парк, м. Бориспіль (скульптор Б. Ф. Никончук, 1975) (демонтований).
- Пам'ятник загиблим воїнам, СМТ Ворзель (скульптор Є. О. Карпов, 1977).
- Меморіал загиблим у роки ВВВ броварчанам, м. Бровари (скульптор І. М. Копайгоренко, 1980).
- Меморіал пам'яті воїнів ВВВ, м. Обухів.
- Пам'ятник робочим, інженерно-технічним робітникам та службовцям трамвайного депо, що полягли у Великій Вітчизняній війні, Лук'янівська площа, м. Київ. (скульптор Н. М. Дерегус, 1981).
- Надгробний пам'ятник В. М. Глушкову, Байкове кладовище, м. Київ (скульптор В. І. Зноба, 1983).
- Надгробний пам'ятник С. В. Гусовському, Байкове кладовище, м. Київ (скульптор В. І. Зноба, 1984).
- Надгробний пам'ятник М. Бажану, Байкове кладовище, м. Київ (скульптор І. В. Макогон, 1984).
- Меморіал жертвам Другої світової війни, м. Канів (скульптор С. Мороз-Усенко, 1985).
- Пам'ятник загиблим студентам Білоцерківського аграрного університету, Соборна площа, м. Біла Церква (скульптори В. С. Гуецкий, Б. Лежен, 1985).
- Пам'ятник Бояну, площа 700-річчя Черкас, м. Черкаси (скульптор А. В. Кущ, 1987).
- Пам'ятник М. Ф. Біляшівському, біля Національного художнього музею України, вул. М. Грушевського, 6, м. Київ (скульптор А. В. Кущ, 1987).
- Надгробний пам'ятник О. Ф. Федорову, Байкове кладовище, м. Київ (скульптор О. О. Ковальов, 1990).
- Пам'ятники О. С. Пушкіну, Адаму Міцкевичу, В. В. Маяковському, Лесі Українці на території Гурзуфського парку, СМТ Гурзуф (1990).
- Меморіал жертвам фашизму «Хорольська яма», м. Хорол (у співавторстві з А. О. Сницарєвим, Ю. А. Чеканюком, скульптори М. Я. Грицюк, Ю. Л. Синькевич, 1991).[6]
- Пам'ятник Т. Г. Шевченку біля ПК «Прометей», м. Бурштин Івано-Франковської області (скульптор А. В. Кущ, 1994).
- Пам'ятник гетьману І. Мазепі, Львівська область (скульптор Н. М. Дерегус, 1995).
- Пам'ятник Т. Г. Шевченку перед будівлею Східноєвропейського національного університету, м. Луцьк (у співавторстві з А. Я. Бідзілею, скульптор Е. М. Кунцевич, 1995).
- Монумент Незалежності, Майдан Незалежності, м. Київ (у співавторстві з С. В. Бабушкіним, О. В. Комаровським, Р. І. Кухаренко, скульптор А. В. Кущ, 2001).
- Пам'ятник-фонтан на честь легендарних засновників Києва, Майдан Незалежності, м. Київ (у співавторстві з С. В. Бабушкіним, О. В. Комаровським, Р. І. Кухаренко, скульптор А. В. Кущ, 2001).
- Пам'ятник М. Рильському, Голосіївський парк, м. Київ (скульптор П. П. Остапенко, 2003).
- Пам'ятник «Чорнобиль. Біль і пам'ять вічна» до 25-річчя Чорнобильської катастрофи, Голосіївський проспект, м. Київ (2011).
- Пам'ятник Пилипу Орлику, м. Київ (скульптор А. В. Кущ, 2011).

Монумент Незалежності
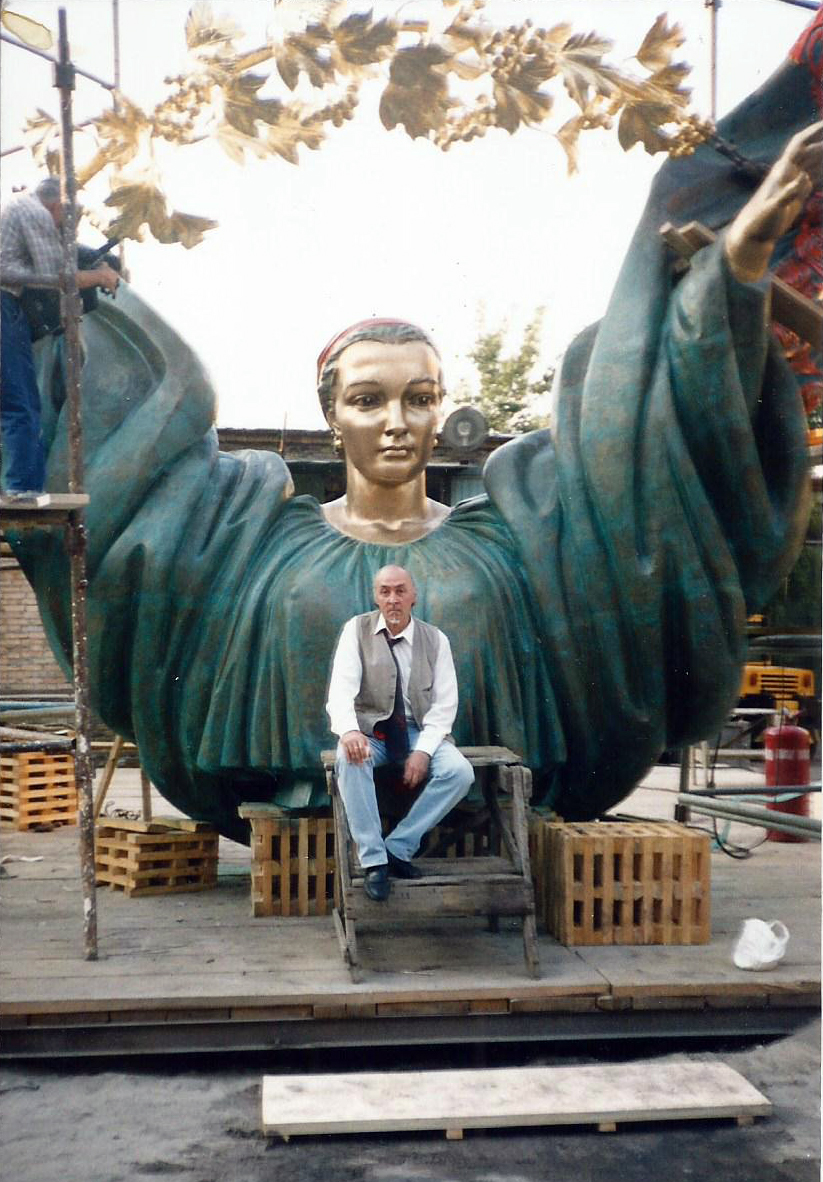
Будівельний майданчик Монумента Незалежності під час монтажу скульптури Берегині
Скульптурна композиція на честь легендарних засновників міста на Майдані Незалежності, Київ
Курган Безсмертя в парку «Перемога» в Києві
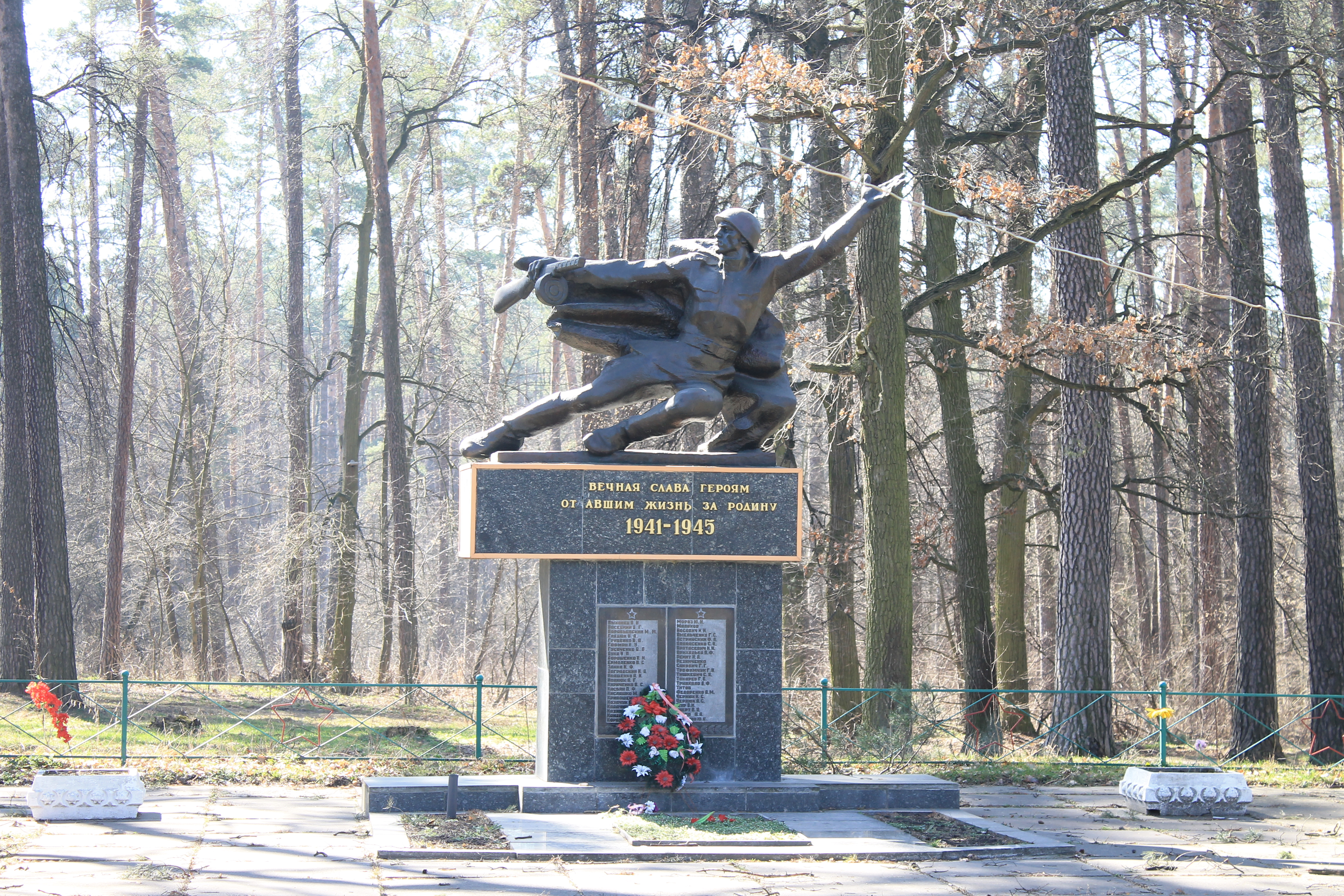
Пам'ятник загиблим воїнам у Ворзелі
Меморіал Слави в міському парку Борисполя (демонтований)
Пам'ятник загиблим броварчанам біля парку «Перемога» в Броварах
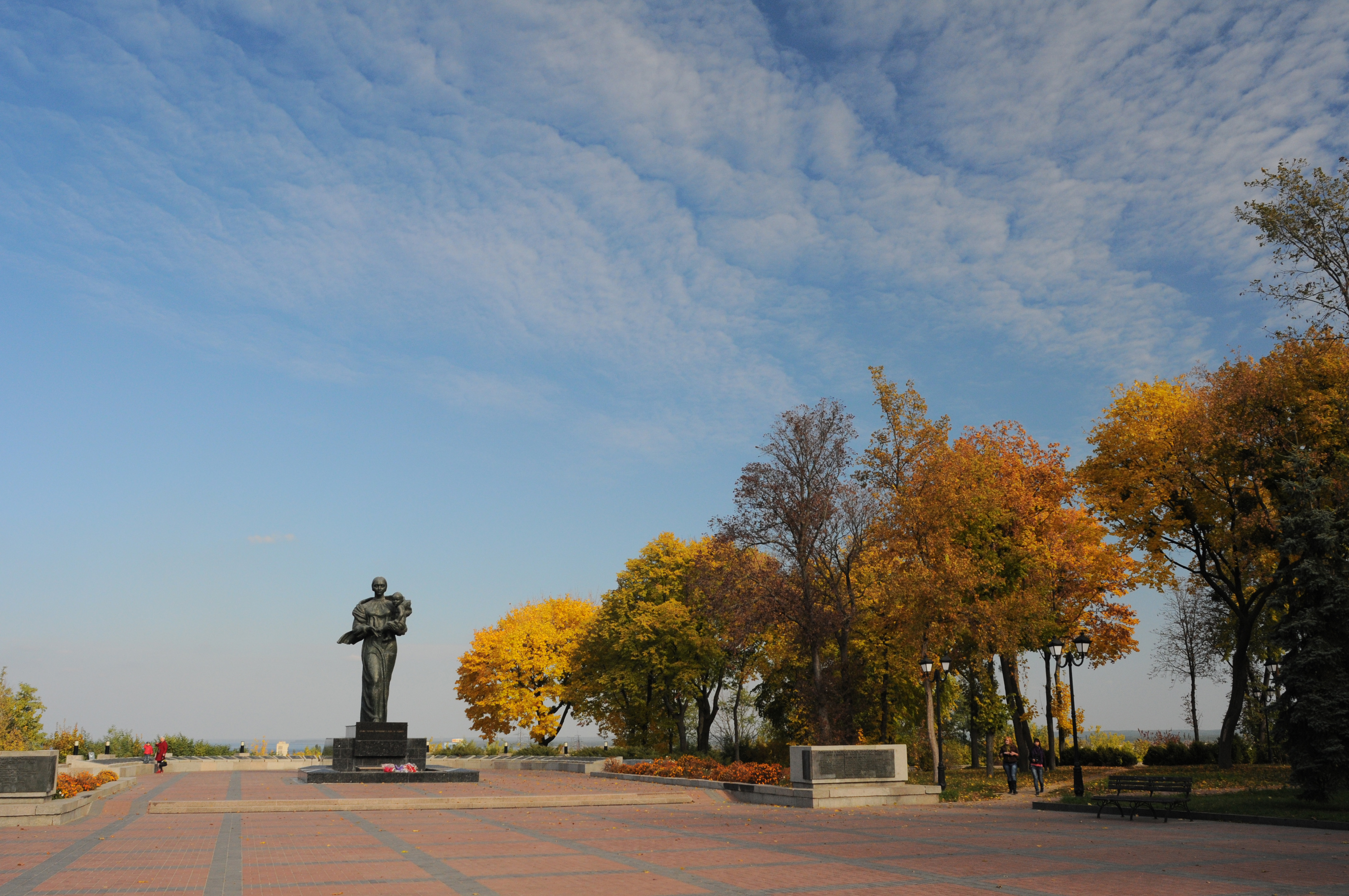
Меморіал Другої світової війни в Каневі
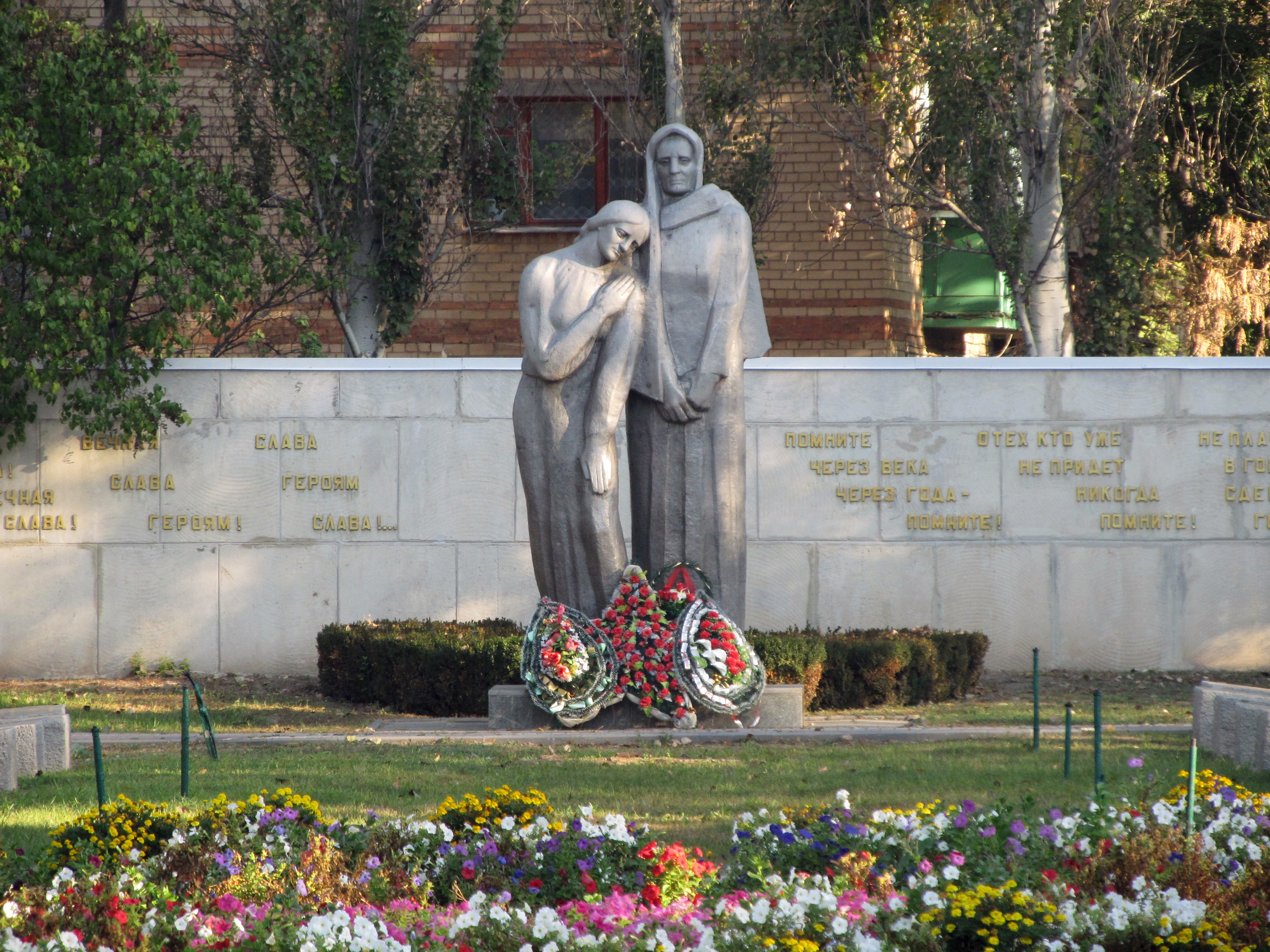
Меморіал «Скорботна мати» на братському кладовищі Мелітополя
Пам'ятник загиблим студентам в Білій Церкві
Пам'ятник Тарасу Шевченку в Луцьку
Пам'ятник Бояну в Черкасах
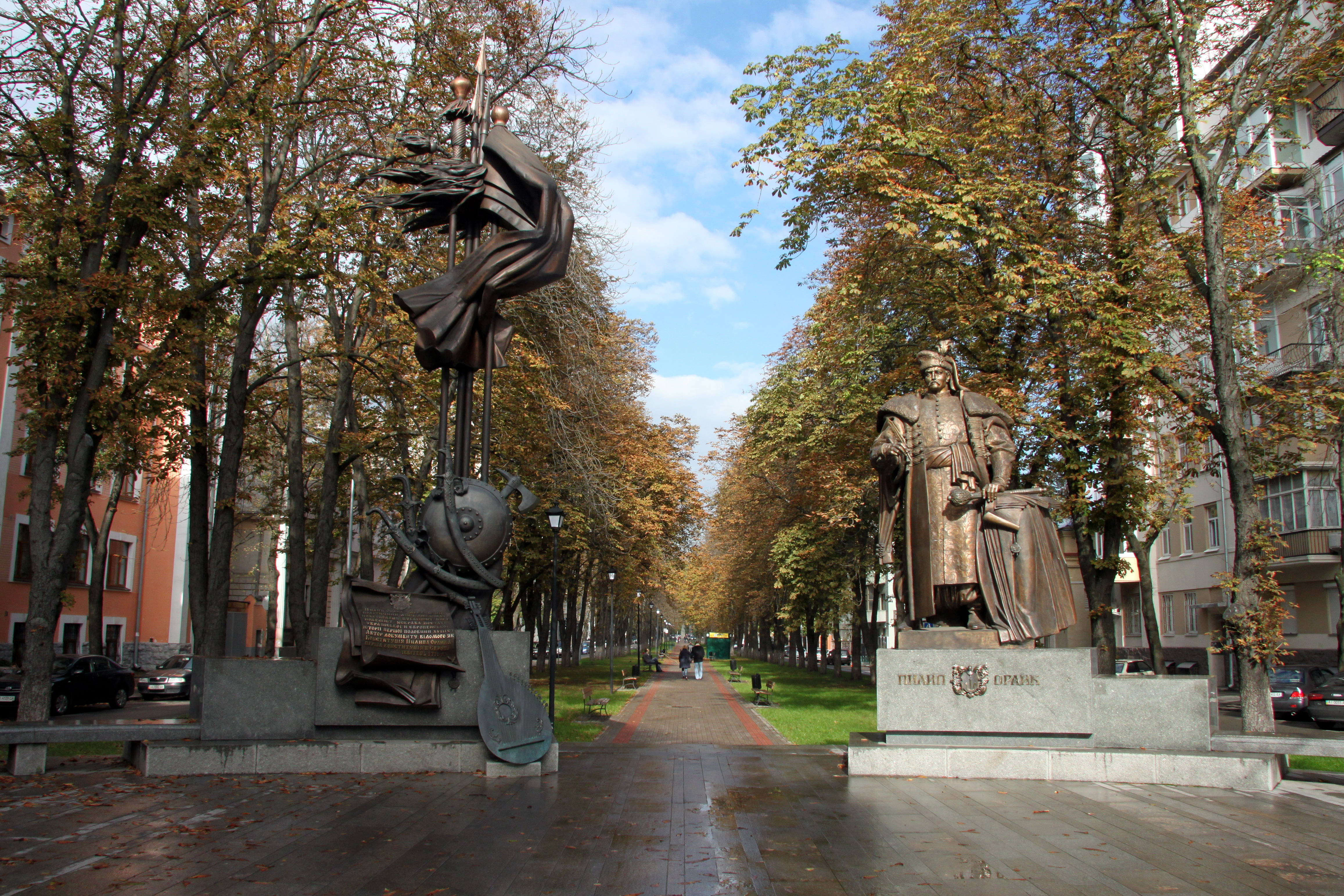
Пам'ятник Пилипу Орлику в Києві
Пам'ятник робітникам і службовцям трамвайного депо на Лук'янівці в Києві
Пам'ятник  Н. Біляшівському в Києві
Пам'ятник «Чорнобиль. Біль і пам'ять вічна»
Надгробок Віктора Глушкова
Надгробок Миколи Бажана
Надгробок Сергія Гусовського
Надгробок Олексія Федорова

### Меморіальні дошки та пам'ятні знаки
- Меморіальна дошка Б. М. Лятошинському, фасад будинку письменників Роліт, вул. Б. Хмельницького, 68, м. Київ (скульптор А. Банніков, 1969).
- Меморіальна дошка М. В. Лисенку, вул. Саксаганського, 95, м. Київ (скульптор Н. М. Дерегус, 1980).
- Меморіальна дошка К. П. Хохлову, фасад театру російської драми ім. Л. Українки, вул. Б. Хмельницького, 5, м. Київ. (скульптор Н. М. Дерегус, 1981).
- Меморіальна дошка М. П. Бажану, вул. Терещенківська, 5, м. Київ (скульптор І. В. Макогон, 1984).
- Пам'ятний знак П. І. Чайковському, НМАУ, вул. Архітектора Городецького, 1/3, м. Київ (скульптор П. П. Остапенко, 1987).
- Меморіальна дошка І. І. Сікорському, вул. Ярославів Вал, 15-Б, м. Київ (скульптор А. В. Кущ, 1989).
- Меморіальна дошка Є. П. Плужнику, вул. Прорізна, 18/1, м. Київ (скульптор О. І. Чоботар, 1992).
- Меморіальна дошка Ю. М. Мейтусу, вул. Велика Житомирська, 8/14, м. Київ (скульптор Є. О. Карпов, 1997).
- Пам'ятний знак М. О. Максимовичу, Наукова бібліотека ім. М. Максимовича, вул. Володимирська, 58, м. Київ (скульптор Р. М. Русин, 2001).
- Меморіальна дошка О. П. Довженку, Бисмаркштрассе, 69, м. Берлін (скульптор Р. М. Русин, 2001).
- Меморіальна дошка С. О. Єфремову, бул. Тараса Шевченка, 14, м. Київ (скульптор Р. М. Русин, 2001).

Меморіальна дошка Б. Лятошинському
Меморіальна дошка К.Хохлову
Меморіальна дошка Миколі Бажану
Меморіальна дошка Євгену Плужнику
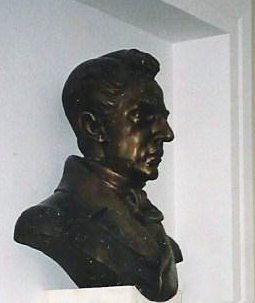
Пам'ятний знак М. О. Максимовичу в науковій бібліотеці КНУ
Меморіальна дошка Сергію Єфремову
Меморіальна дошка Юлію Мейтусу
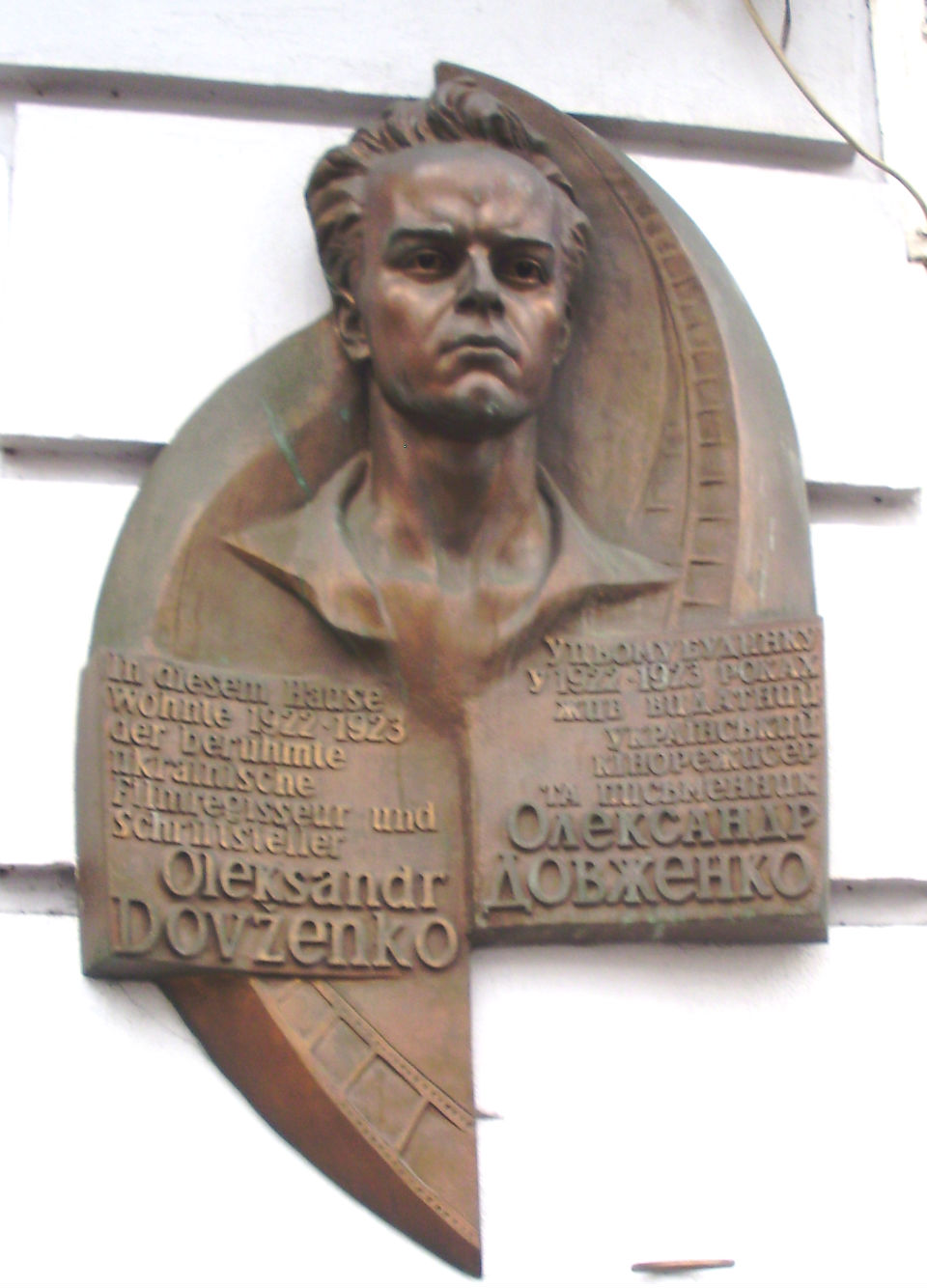
Меморіальна дошка Олександру Довженку в Берліні

## Живопис
О. К. Стукалов з 1956 року займається пейзажним живописом, графікою, бере участь у виставках творчих спілок і Фонду культури України. Серед робіт пейзажі України («Софіївка»), Італії («Форуми Риму»), Франції («Сад Ренуара», «Осінь в Парижі»), Португалії, Німеччини («Німецький парк»), Данії, Росії («Старий парк»). Картини О.Стукалова представлено у багатьох приватних колекціях в Україні та за кордоном, у зібранні Спілки художників України.

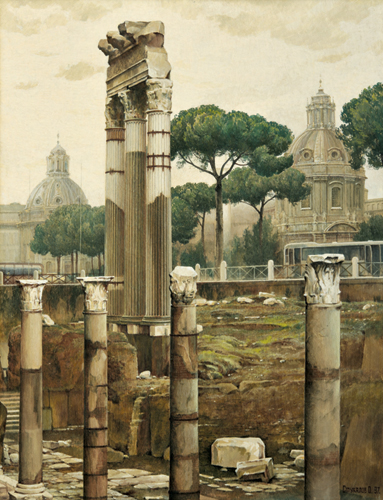
О. К. Стукалов. Форуми Риму. 1997
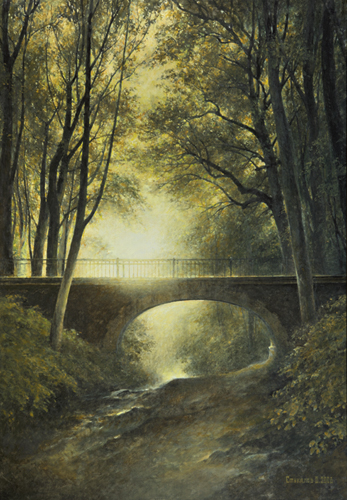
О. К. Стукалов. Старий парк. 2008
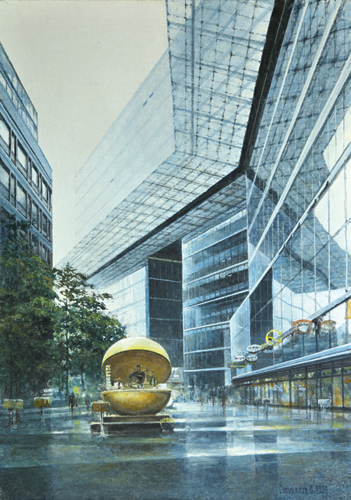
О. К. Стукалов. Сучасний Берлін. 2009

## Книги
- Калиниченко А. П., Стукалов О. К. Домашний очаг. — К. : Реклама, 1986. — 208 с. (рос.)
- Стукалов О. К. Благоустройство усадьбы. — К. : Урожай, 1991. — 168 с. (изд. 2-е: 1993; изд. 3-е: 1995) (рос.)
- Стукалов О. К. Садовий будинок. — К. : Урожай, 1991. — 208 с.
- Олег Стукалов. Каталог. — К. : BX[студіо], 2012.

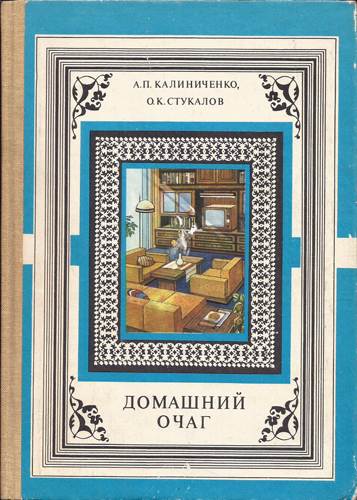
А. Калиниченко, О. Стукалов. «Домашний очаг». 1986
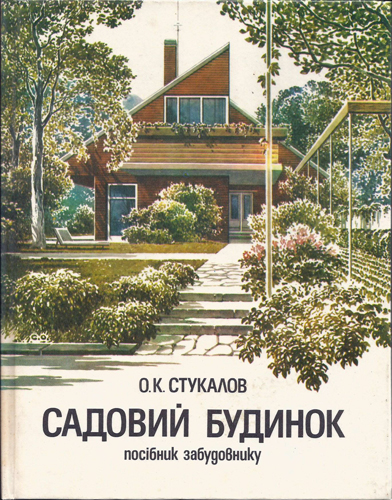
О. Стукалов. «Садовий будинок». 1991
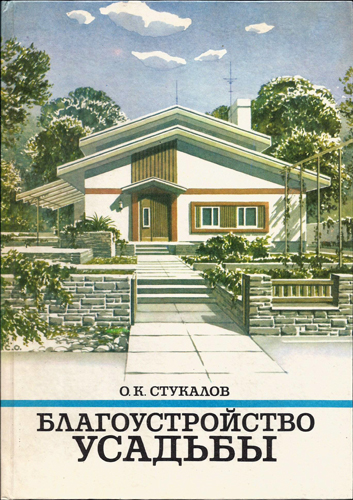
О. Стукалов. «Благоустройство усадьбы». 1991
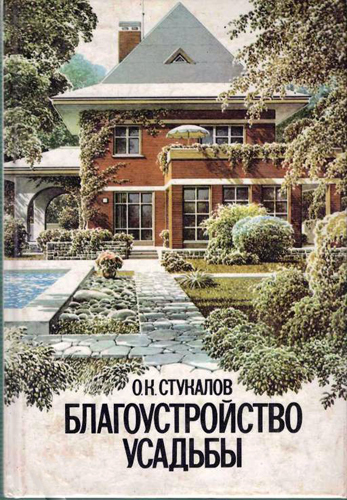
О. Стукалов. «Благоустройство усадьбы». 2-е изд., 1993
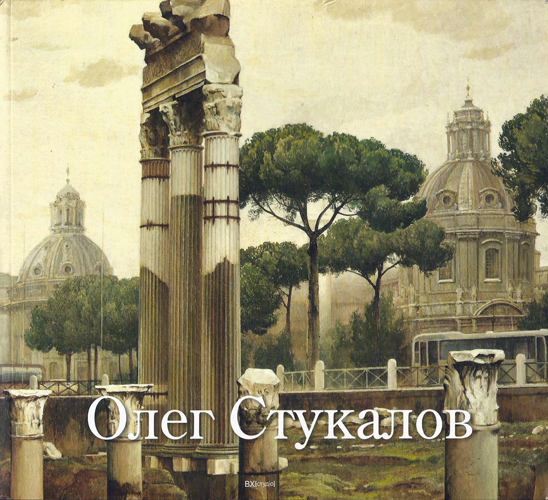
О. Стукалов. Каталог. 2012